# قلعة تازوضا
تقع قلعة تازوضا بقمة جبل كوروكو في إقليم الناظور في الريف المغربي على ارتفاع 600 م، على الحافة الشمالية من فوهة البركان القديم، ولا يمكن الوصول إليها إلا عبر المسلك الشرقي الوحيد، نتيجة الارتفاع العمودي للحافات الثلاث الغربية والشمالية والجنوبية على الهضبة الكرانيتية، مما وفر لها حصانة ومناعة طبيعيتين استغلتا منذ القديم إلى غاية فترة الحماية الإسبانية.

## التسمية
وتعني كلمة «تازوضا» بالأمازيغية جمع ثازطا Thazatta وتنطق Thizotha وهي نبات السدرة الشوكي والذي كان يستعمل كسياج لمنع تسلق العدو للقصبة«افراي» كما يسمى بالامازيغية الزناتية.

## التاريخ
في القرن الحادي عشر، وكما هو الشأن لمليلية، ستسكن المدينة قبيلة «أيت أورتدي» (وهم بنو بطوية حسب ما أورد ابن حوقل). وكانت تابعة لأراضي مملكة نكور، ويسميها البكري قلعة جارة «. وهي حصن منيع في أعلى جبل لا متناول له ولا مطمع فيه.». ومن الراجح أن يتعلق الأمر بتازوضا التي سيتم تدميرها على يد ميسور الخصي العبيدي سنة 323 هـ، وإعادة بنائها على يد الأندلسيين لصالح موسى بن أبى العافية، وستخربها جيوش القائد جوهر الصقلي سنة 347 هـ.
سيتم سنة 459 هـ تجديد بنائها إثر استدعاء محمد بن إدريس آخر ملوك بني حمود المالقيين لمواجهة الزحف المرابطي. نعلم بحيوية تازوضة في القرن الرابع عشر في العهد المرينيي. ومن المحتمل، كما يورد ليون الإفريقي، أن يكون بنو مرين هم من بناها، علما أنها دمرت من بعد وخربت.
حسب ليون الإفريقي فقد تم إعادة بناء المدينة من طرف قائد غرناطي من مملكة فاس، عندما احتل الإسبان مليلية. وعلى أي فقد تم تقوية سورها، خصوصا وأنها كانت تتوفر على حاكم يدخل في معاهدات وهدنات مع الملوك الكاثوليكيين إلى غاية سنة 1493م. ويعتقد حسن الفيكيكي أن المرينيين وجدوا القلعة على رسمها وحالتها القديمة، وكان عليهم فقط أن يبادروا إلى تجديد المباني البارزة في الداخل وتشييد الأسوار الخارجية.

## معرض الصور

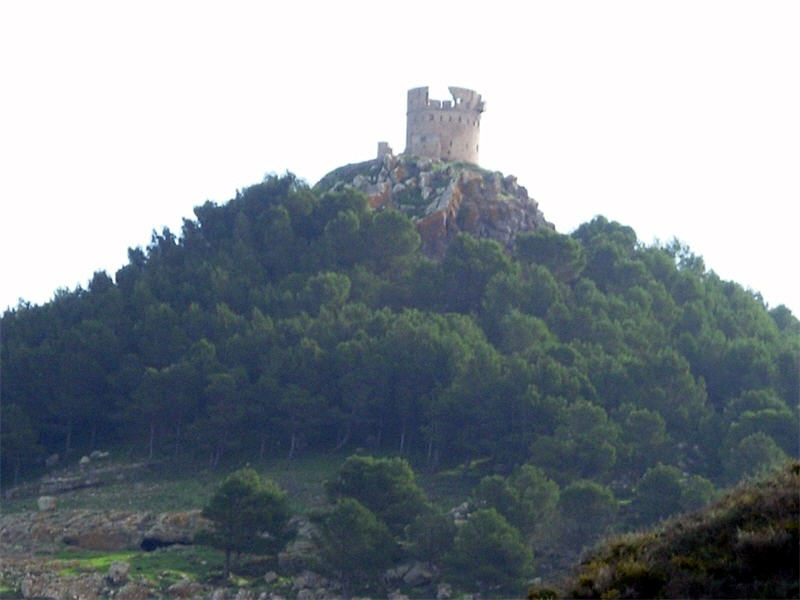
منظر لقلعة تازوضا فوق جبل كوروكو في إقليم الناظور
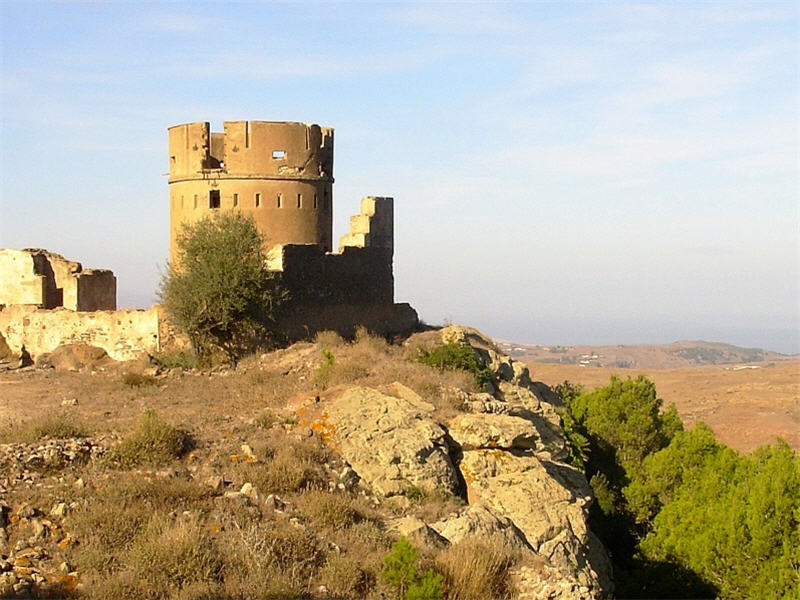
قلعة تازوضا